# Get Nice!
Get Nice! – dziewiąty album studyjny amerykańskiego poppunkowego zespołu Zebrahead wydany w 2011 roku.

## Lista utworów
1. "Blackout" – 3:45
2. "Nothing to Lose" – 3:53
3. "She Don't Wanna Rock" – 3:09
4. "Ricky Bobby" – 2:42
5. "Get Nice!" – 3:23
6. "The Joke's on You" – 3:03
7. "Nudist Priest" – 3:08
8. "Galileo Was Wrong" – 3:15
9. "Truck Stops and Tail Lights" – 3:22
10. "I'm Definitely Not Gonna Miss You" – 3:48
11. "Too Bored to Bleed" – 3:58
12. "Kiss Your Ass Goodbye" – 4:10
13. "This Is Gonna Hurt You Way More Than It's Gonna Hurt Me" – 4:03
14. "Demon Days" – 3:05
15. "Light Up the Sky" – 3:45 (tylko w Japonii)
16. "A Freak Gasoline Fight Accident" – 3:08 (tylko w Japonii)

## Inne
Do piosenek "Blackout", "Nudist Priest", "Truck Stops And Tail Lights", "Nothing To Lose" zostały powydawane teledyski, które zostały nagrane na koncertach (kolejno po tytułach) w Paryżu, Machesterze, Weisbaden i Hatfield.

## Twórcy
- Matty Lewis – gitara rytmiczna, śpiew
- Ali Tabatabaee – śpiew
- Greg Bergdorf – gitara prowadząca
- Ben Osmundson – gitara basowa
- Ed Udhus – perkusja